# Битва при Панкорбо
Би́тва при Панкорбо — сражение между мавританской армией Кордовского эмирата, отправленного эмиром Аль-Хакамом I, и силами астурийцев и басков во главе с правителем Памплоны Веласко Гасконским (Balask al-Yalasqi), произошедшее в 816 году, когда мусульманские силы пытались пересечь перевал около Панкорбо. Сражение привело к мусульманской победе и сыграло важную роль в баскском восстании и приходе к власти в Памплоне Иньиго Аристы, первого короля Наварры.

## Предыстория
В конце VIII века Кордовский эмират был охвачен смутой: эмир Аль-Хакам I боролся с притязаниями своего дяди Сулеймана и Абдаллы ибн Абд-ар-Рахмана, которые восстали против кордовского правительства после смерти эмира Хишама I.
Междоусобица в эмирате была использована франками, которые в 798 году созвали совет во главе с графом Тулузы Гильомом Желонским с целью оказания помощи Альфонсо II Астурийскому и правителю Сарагосы Бахлулу ибн Марзуку против Кордовы. Франки намеревались координировать действия по занятию Аль-Тагр-аль-Ала (Верхней марки — северной части Испанской марки) во имя Людовика I Благочестивого. Королевство Астурия начало самостоятельное наступление на Лиссабон в 797 году, Веласко Гасконец занял Памплону в 798 году, а Гильом Желонский и Людовик I Благочестивый позже начали экспедицию, чтобы покорить Барселону в 801 году.
Арабы во главе с Муавией ибн аль-Хакамом, сыном эмира Аль-Хакама I, атаковали Алаву и Кастилию в 801 году, перейдя реку Эбро и миновав перевалы Кончас. Они были атакованы войсками баскского военачальника Веласко Гасконца, поддержанного гасконским правителем Саншем I, в районе Ла-Пуэбла-де-Аргансон. Силы Муавии ибн аль-Хакама были разбиты и были вынуждены вернуться в Кордову по причине огромных потерь.
В 803 году баскские войска и войска клана Бану Каси взяли под свой контроль Тутилу (Туделу), захватив его правителя Юсуфа ибн Амруса, хотя город впоследствии был отбит мусульманами во главе с Амрусом ибн Юсуфом.
К 806 году Памплона и западные баскские территории снова попали по власть франкского вассала Веласко Гасконца, который восстал против кордовских вали в баскской твердыне (798 год). Он был человеком Карла Великого в баскских территориях, простиравшихся до границ королевства Альфонсо II Астурийского. В то же время, в 812 году, Сеген был назначен герцогом Васконии, но после смерти Карла Великого Людовик Благочестивый его сместил, что вызвало баскское восстание.

## Битва
Абд аль-Карим ибн Абд аль-Вахид ибн Мугит возглавил в 816 году кордовское вторжение в Королевство Памплона. Мусульманские силы разграбили долину реки Орон. Веласко Гасконец просил о помощи Астурию. Согласно хроникам, на помощь Веласко и Альфонсо II также пришли дядя короля по материнской линии Гарсия ибн Лубб («сын волчицы») и Санчо, «лучший рыцарь Памплоны», и языческий воин Салтан.
Сражение продолжалось в течение тринадцати дней, в ходе которых баски укрепляли свою оборону у бродов рек и оврагов, вырывая траншеи и ямы, чтобы мусульмане не могли пройти. Наконец, христианско-баскские силы перешли в наступление и попытались пересечь реку, но мусульмане окружили переправу и уничтожали их мечами и копьями. Большая часть баскских солдат умерли после обрушения скалы, нависавшей над полем битвы.
С началом дождей выяснилось, что христиане плохо подготовлены к обороне, все их оборонительные сооружения были разрушены. Баски и астурийцы были вынуждены отступить. Тем не менее, мусульмане были в равной степени в сложном положении и, несмотря на победу, были вынуждены покинуть поле боя.

## Последствия
Поражение астурийско-баскской армии вызвало всеобщее восстание басков против франкской короны и привело к власти Иньиго Аристу, опиравшегося на союз с мусульманским кланом Бану Каси.